# Скоттвілл (Іллінойс)
Скоттвілл (англ. Scottville) — селище (англ. village) в США, в окрузі Макупін штату Іллінойс. Населення — 93 особи (2020).

## Географія
Скоттвілл розташований за координатами 39°28′40″ пн. ш. 90°6′14″ зх. д. / 39.47778° пн. ш. 90.10389° зх. д. (39.477713, -90.103786).  За даними Бюро перепису населення США в 2010 році селище мало площу 2,58 км², уся площа — суходіл.

## Демографія
Згідно з переписом 2010 року, у селищі мешкало 116 осіб у 52 домогосподарствах у складі 35 родин. Густота населення становила 45 осіб/км².  Було 60 помешкань (23/км²).
Расовий склад населення:
| - 100,0 % — білих |

До двох чи більше рас належало 0,0 %. Частка іспаномовних становила 0,9 % від усіх жителів.
За віковим діапазоном населення розподілялося таким чином: 19,8 % — особи молодші 18 років, 61,2 % — особи у віці 18—64 років, 19,0 % — особи у віці 65 років та старші. Медіана віку мешканця становила 44,5 року. На 100 осіб жіночої статі у селищі припадало 114,8 чоловіків;  на 100 жінок у віці від 18 років та старших — 102,2 чоловіків також старших 18 років.
За межею бідності перебувало 8,8 % осіб, у тому числі 0,0 % дітей у віці до 18 років та 7,1 % осіб у віці 65 років та старших.
Цивільне працевлаштоване населення становило 34 особи. Основні галузі зайнятості: виробництво — 23,5 %, роздрібна торгівля — 20,6 %, публічна адміністрація — 17,6 %.